# Ennio Preatoni
Ennio Preatoni (Garbagnate Milanese, 11 dicembre 1944) è un ex velocista italiano.

## Biografia

Ennio Preatoni durante una gara in Italia negli anni sessanta

Ha partecipato a tre edizioni dei Giochi olimpici, dal 1964 al 1972, riuscendo in tutte e tre le edizioni a disputare la finale della staffetta 4×100 metri (rispettivamente 7º, 8º e 7º posto), mentre a Città del Messico 1968 fu eliminato nei quarti alla sua unica partecipazione individuale sui 100 m.
Vinse la medaglia di bronzo ai campionati europei di Helsinki 1971 con la staffetta azzurra. Vinse inoltre la medaglia di bronzo individuale ai Giochi del Mediterraneo di Tunisi 1967 sui 100 metri piani e due medaglie d'oro con la staffetta. Sempre con la staffetta veloce vinse l'oro alle Universiadi del 1967.
Fu due volte campione italiano assoluto sui 100 m. Dopo i successi da atleta si dedicò, con risultati ancora migliori, al settore velocità della FIDAL, proprio negli anni in cui dominava la scena Pietro Mennea.
Attualmente è docente di teoria, tecnica e didattica degli sport individuali e di squadra nel corso di laurea in scienze motorie e dello sport, presso l'Università Cattolica del Sacro Cuore di Milano.

## Palmarès
| Anno | Manifestazione          | Sede              | Evento      | Risultato | Prestazione | Note |
| ---- | ----------------------- | ----------------- | ----------- | --------- | ----------- | ---- |
| 1964 | Giochi olimpici         | Tokyo             | 4×100 metri | 7º        | 39"5        |      |
| 1966 | Europei                 | Budapest          | 200 metri   | 8º        | 21"7        |      |
| 1967 | Universiade             | Tokyo             | 4×100 metri | Oro       | 39"8        |      |
| 1967 | Giochi del Mediterraneo | Tunisi            | 100 metri   | Bronzo    | 10"8        |      |
| 1967 | Giochi del Mediterraneo | Tunisi            | 4×100 metri | Oro       | 40"65       |      |
| 1968 | Giochi olimpici         | Città del Messico | 100 metri   | batteria  | 10"6        |      |
| 1968 | Giochi olimpici         | Città del Messico | 4×100 metri | 7º        | 39"2        |      |
| 1971 | Europei                 | Helsinki          | 4×100 metri | Bronzo    | 39"80       |      |
| 1971 | Giochi del Mediterraneo | Smirne            | 4×100 metri | Oro       | 39"7        |      |
| 1972 | Giochi olimpici         | Monaco            | 4×100 metri | 8º        | 39"14       |      |

## Campionati nazionali
- 2 volte campione nazionale nei 100 metri piani (1968, 1970)